# Климове (Миргородський район)
Кли́мове —  село в Україні, у Шишацькій селищній громаді Миргородського району Полтавської області. Населення становить 10 осіб. До 2020 орган місцевого самоврядування — Покровська сільська рада.

## Географія
Село Климове знаходиться на лівому березі річки Стеха, яка через 1,5 км впадає в річку Псел, вище за течією на відстані 0,5 км розташоване село Ковалівка, нижче за течією на відстані 1 км розташоване село Малий Перевіз.

## Історія
12 червня 2020 року, відповідно до розпорядження Кабінету Міністрів України № 721-р «Про визначення адміністративних центрів та затвердження територій територіальних громад Полтавської області», село увійшло до складу Шишацької селищної громади.
19 липня 2020 року, в результаті адміністративно - територіальної реформи та ліквідації Шишацького району, село увійшло до складу новоутвореного Миргородського району Полтавської області.